# Parafia Matki Boskiej Nieustającej Pomocy w Warszawie (rzymskokatolicka)
Parafia Matki Bożej Nieustającej Pomocy w Warszawie – parafia rzymskokatolicka należąca do dekanatu grochowskiego, diecezji warszawsko-praskiej, metropolii warszawskiej Kościoła katolickiego, w Warszawie. Jest jedną z dwóch parafii działających na Saskiej Kępie (drugą jest wydzielona z niej parafia Miłosierdzia Bożego).

## Historia
Parafia została erygowana 17 kwietnia 1938 przez kard. Aleksandra Kakowskiego. Pierwszym proboszczem został ks. kanonik Władysław Roguski. Jego następcą był ks. prałat Tadeusz Kot, kolejnym proboszczem był ks. infułat Stanisław Rawski. W latach 2015–2021 funkcję tę pełnił ks. prałat Zygmunt Wirkowski. W 2021 kolejnym proboszczem mianowany został ks. prałat Krzysztof Warchałowski.
W latach 1957–1958 wikariuszem w parafii był ks. Jan Twardowski, co upamiętnia znajdujący się przed świątynią głaz.
Od 1959 na terenie parafii pracują także siostry dominikanki.

### Kościół parafialny
Funkcję kościoła parafialnego pełni kościół św. Andrzeja Boboli przy ulicy Alfreda Nobla.